# Antoni (Borowyk)
Antoni, imię świeckie Ołeksandr Borowyk (ur. 30 marca 1968 w Łubniach) – biskup Ukraińskiego Kościoła Prawosławnego Patriarchatu Moskiewskiego.

## Życiorys
Urodził się w rodzinie robotniczej. Od 1981 mieszkał z rodziną w Odessie, gdzie ukończył szkołę średnią techniczną w 1986. Po odbyciu zasadniczej służby wojskowej w 1989 wstąpił do seminarium duchownego w Odessie. 15 października 1990 został posłusznikiem w monasterze Zaśnięcia Matki Bożej w Odessie. 10 grudnia tego samego roku został wyświęcony na diakona, zaś 24 grudnia złożył wieczyste śluby mnisze. Ukończył seminarium duchowne i w 1993 rozpoczął, w trybie zaocznym, naukę w Kijowskiej Akademii Duchownej. 29 sierpnia 1993 przyjął święcenia na hieromnicha.
31 października 1995 został podniesiony do godności igumena i wyznaczony na dziekana monastyru Świętego Pantelejmona w Odessie. 7 stycznia 2000 mianowany archimandrytą. W 2001 ukończył Kijowską Akademię Duchowną. 9 marca 2004 został przełożonym monasteru św. Eliasza w Odessie.
8 maja 2008 Święty Synod Ukraińskiego Kościoła Prawosławnego nominował go na biskupa humańskiego i dźwinogrodzkiego. Uroczysta chirotonia odbyła się dziesięć dni później, z udziałem metropolitów kijowskiego i całej Ukrainy Włodzimierza, odeskiego i izmaelskiego Agatangela, symferopolskiego i krymskiego Łazarza, arcybiskupów tulczyńskiego i bracławskiego Jonatana, owruckiego i korosteńskiego Wissariona, białocerkiewskiego i borysoglebskiego Mitrofana oraz biskupów chynkowskiego Piotra, boryspolskiego Antoniego, nieżyńskiego i pryłuckiego Ireneusza, szepetowskiego i sławuckiego Włodzimierza, sumskiego i achtyrskiego Hilarego, krzemieńczuckiego i łubieńskiego Eulogiusza, iwano-frankiwskiego Pantelejmona, jagodzińskiego Serafina, nowokachowskiego i berysławskiego Joazafa oraz perejasławsko-chmielnickiego Aleksandra.
11 listopada 2008 Synod przeniósł go na katedrę aleksandryjską i swietłowodską.
W 2012 Święty Synod przeniósł go w stan spoczynku w związku z nieprawidłowościami w zarządzanej przez niego eparchii, które badała komisja pod przewodnictwem arcybiskupa zaporoskiego Łukasza. Jako stałe miejsce pobytu hierarchy Synod wskazał ławrę Poczajowską.
W 2014 mianowany biskupem pomocniczym eparchii chustskiej z tytułem biskupa uholskiego. 3 kwietnia 2019 r. postanowieniem Świętego Synodu ponownie przeniesiony w stan spoczynku.